# Nagyút
Nagyút es un pueblo húngaro perteneciente al distrito de Füzesabony, condado de Heves.

## Superficie
Cuenta con una superficie de 18,94 km².

## Demografía
Hasta 2024 la población era de 662 habitantes, con una densidad de población de 34,95 hab/km².
| Gráfica de evolución demográfica de Nagyút entre 2020 y 2024 |
|                                                              |
| Datos según la Oficina Central de Estadística de Hungría.    |